# بات توماس (ملاكم)
بات توماس (بالإنجليزية: Pat Thomas)‏ مواليد 1950، هو ملاكم محترف ويلزي يصنف ضمن فئة وزن الوسط.

## المسيرة الاحترافية
من نزالاته:
- خسر أمام هيرول غراهام (1981).
- خسر أمام ماريان بينش (1978).

## إحصائيات
خاض خلال مسيرته 57 نزالا، فاز في 35 وتعادل في 3 وخسر في 18. فاز بالضربة القاضية في 14 نزالا.

## روابط خارجية
- بات توماس على موقع بوكس ريك (الإنجليزية) (registration required)